# پوئرتو د لا کروس
پوئرتو د لا کروس (به اسپانیایی: Puerto de la Cruz) یک شهرستان در اسپانیا با جمعیت ۳۲٬۵۷۱ نفر است که در جزایر قناری واقع شده‌است.

## نگارخانه

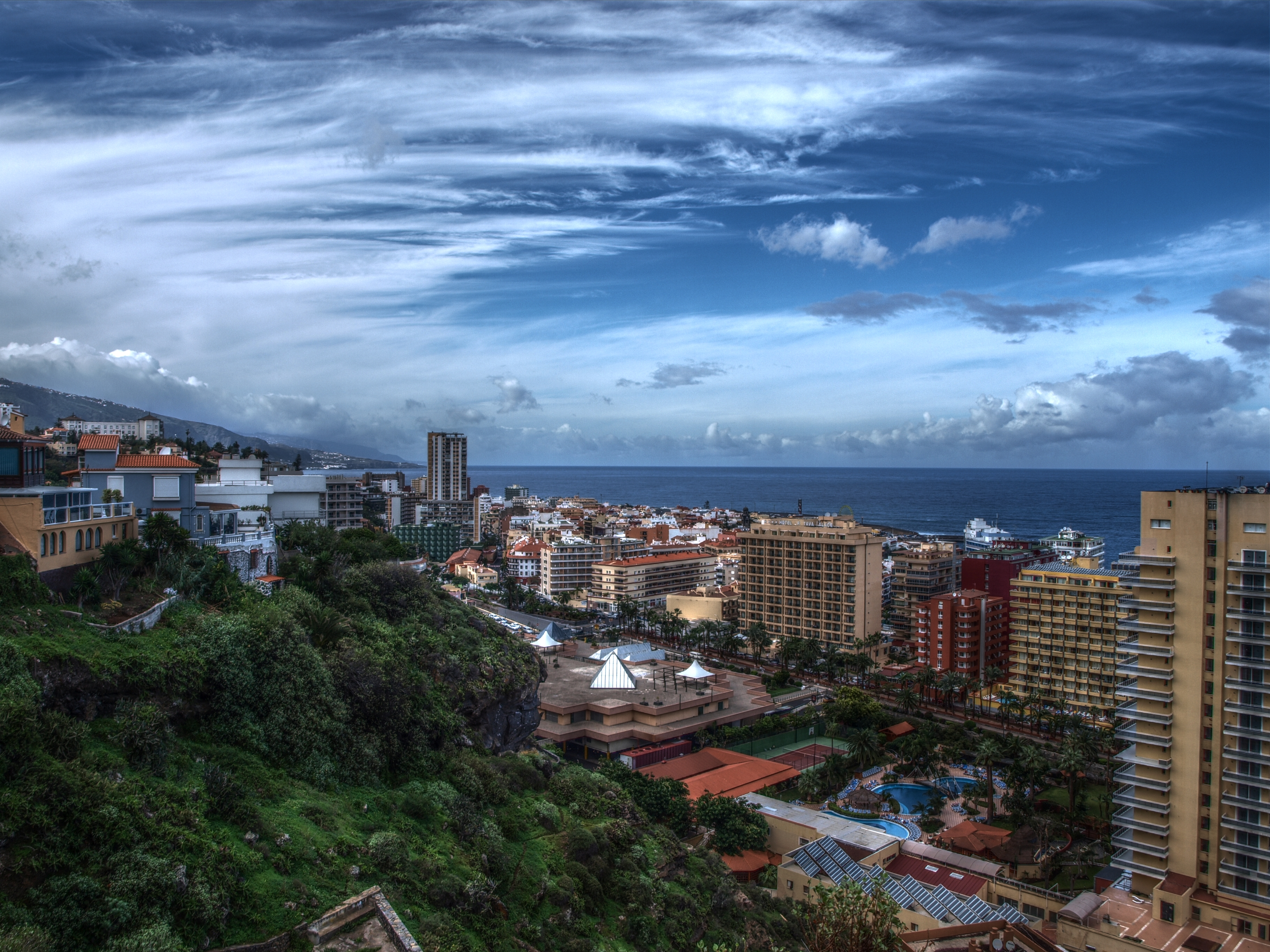
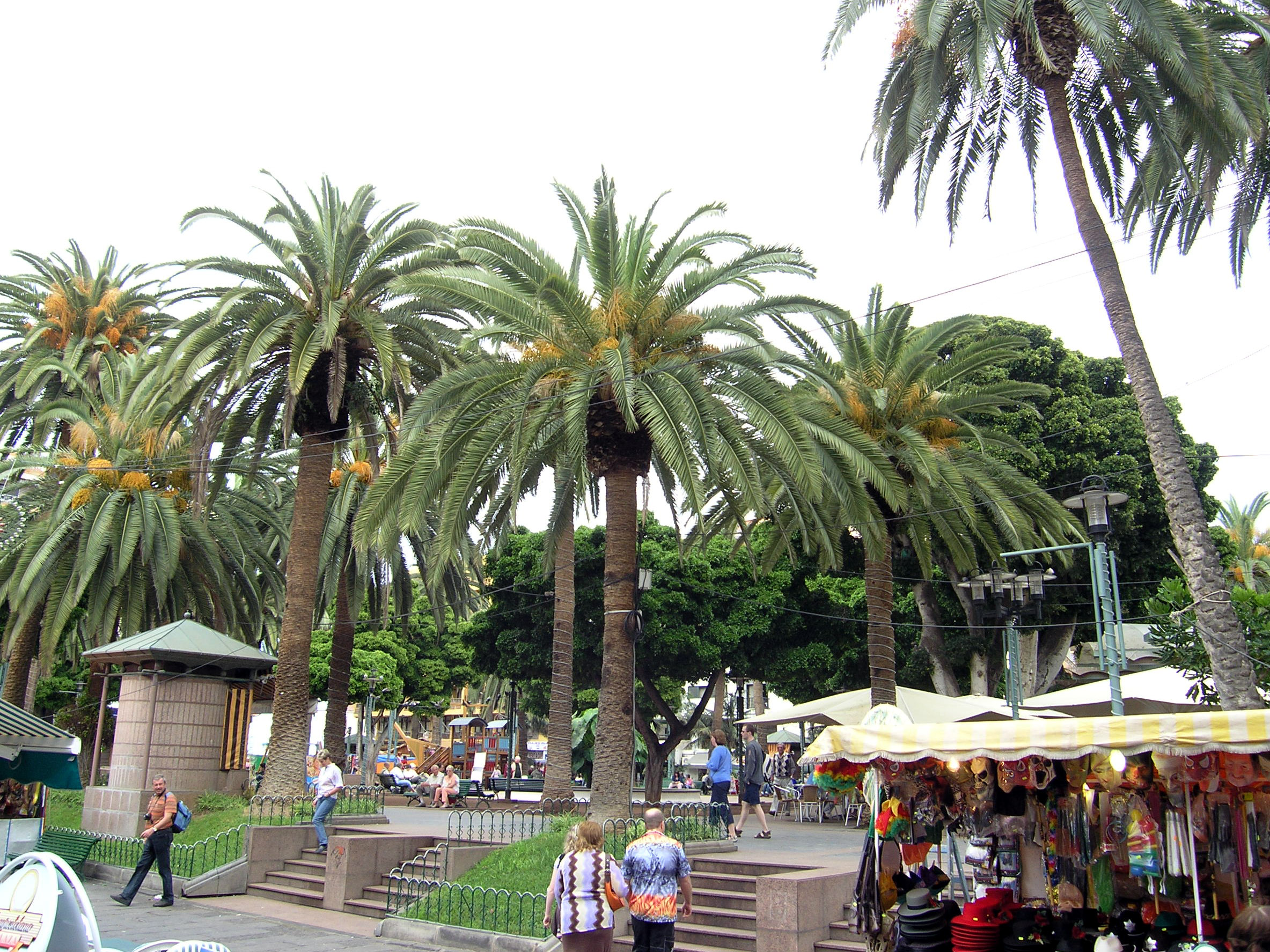
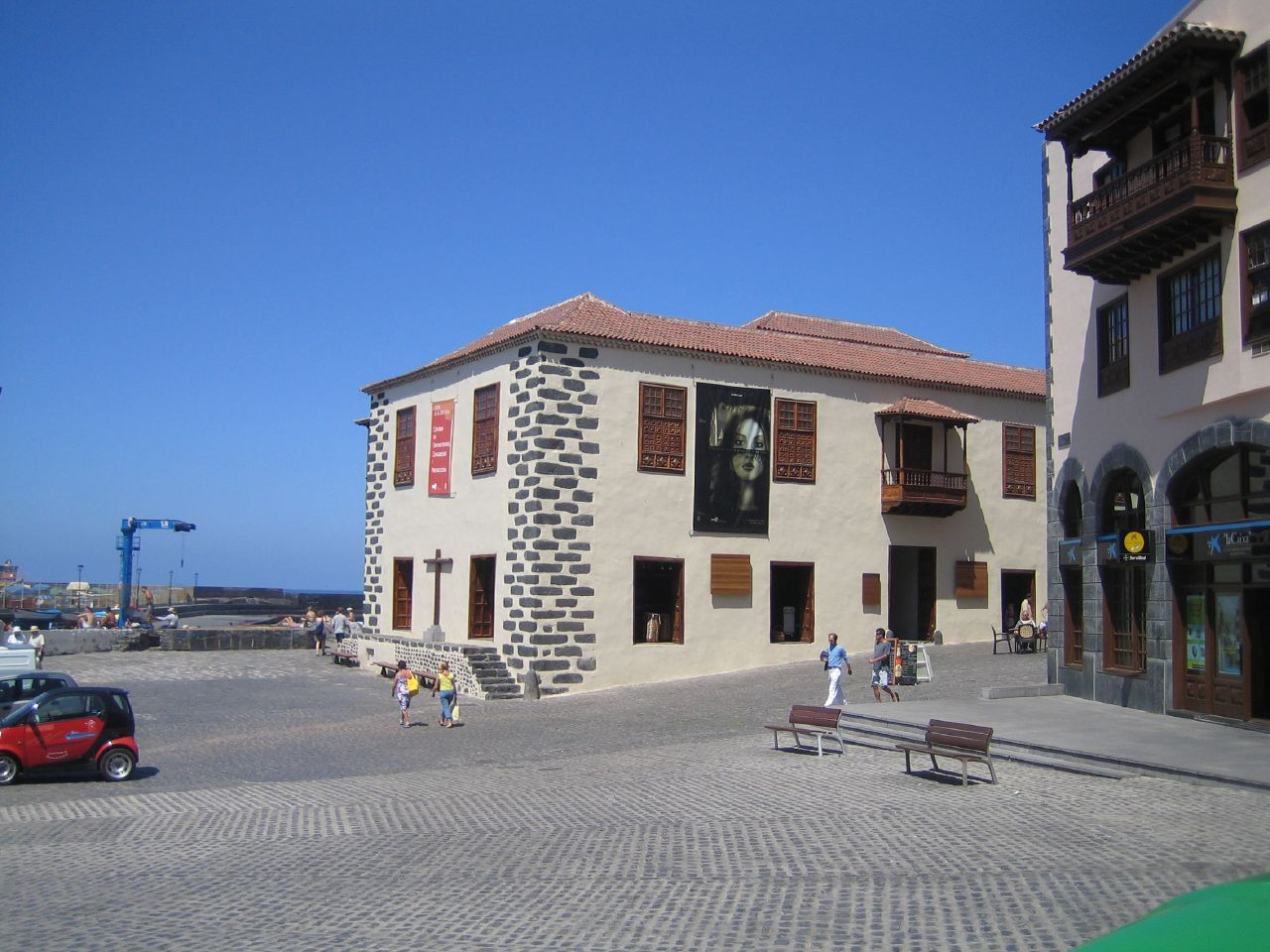
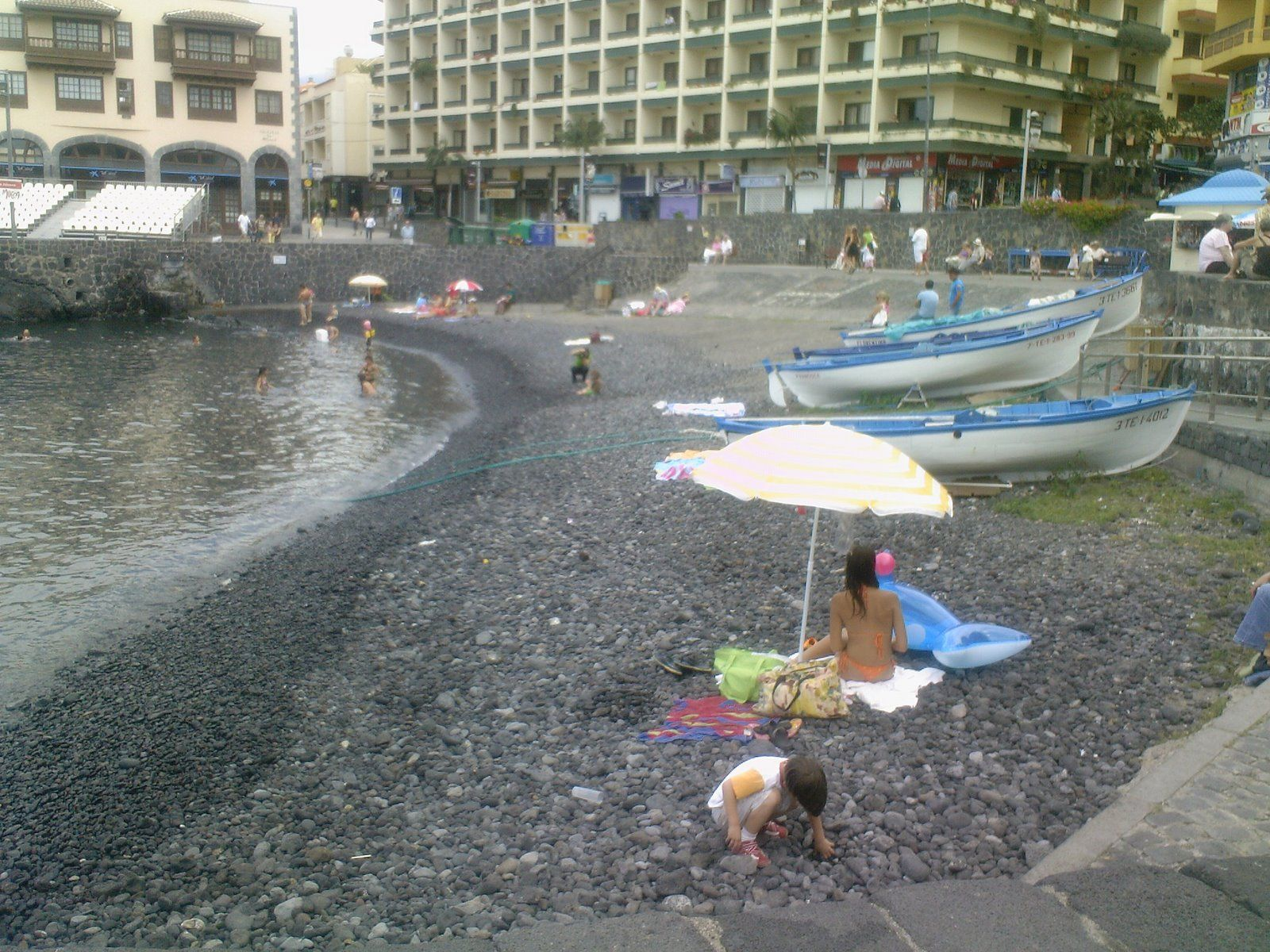
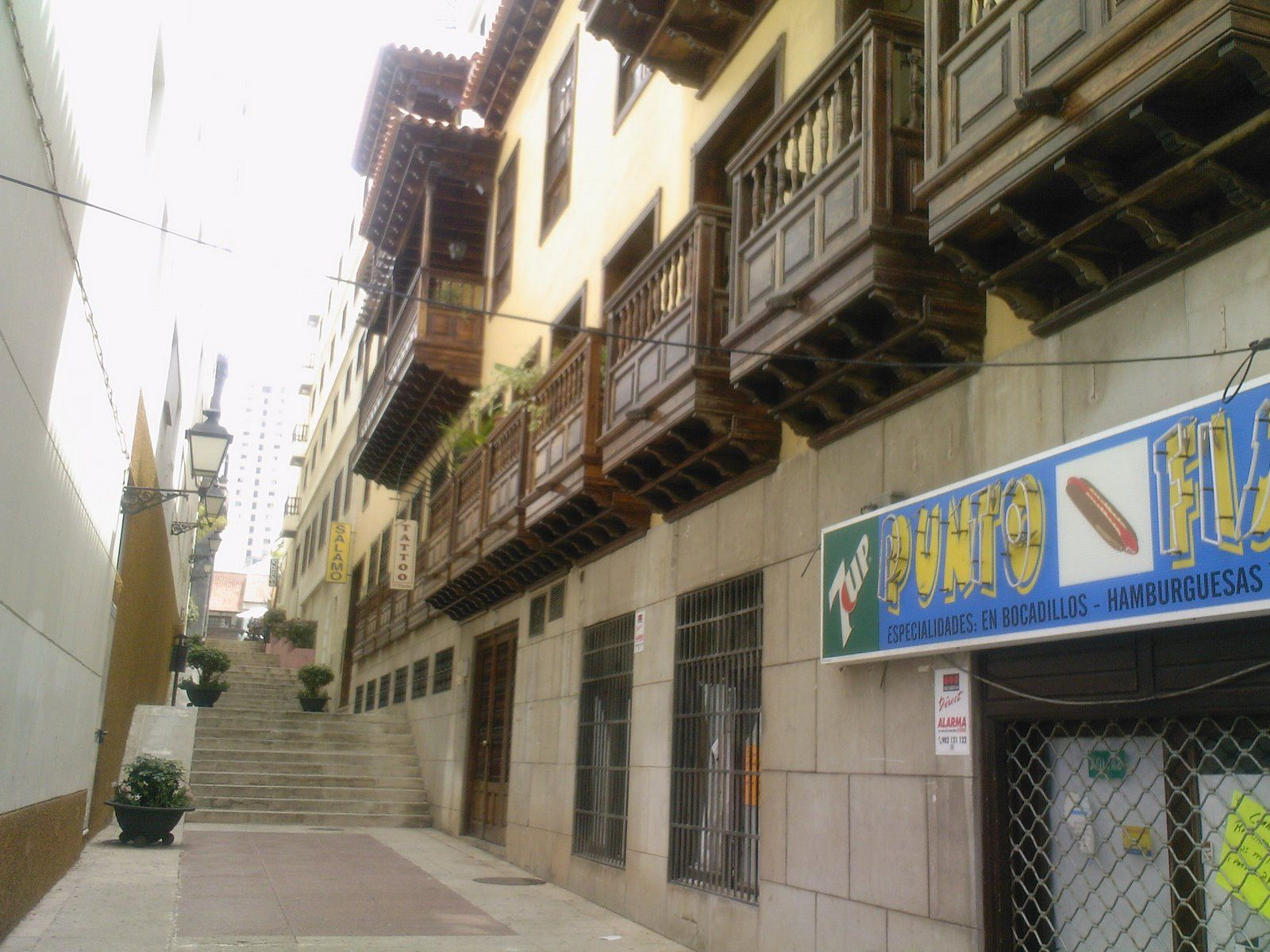
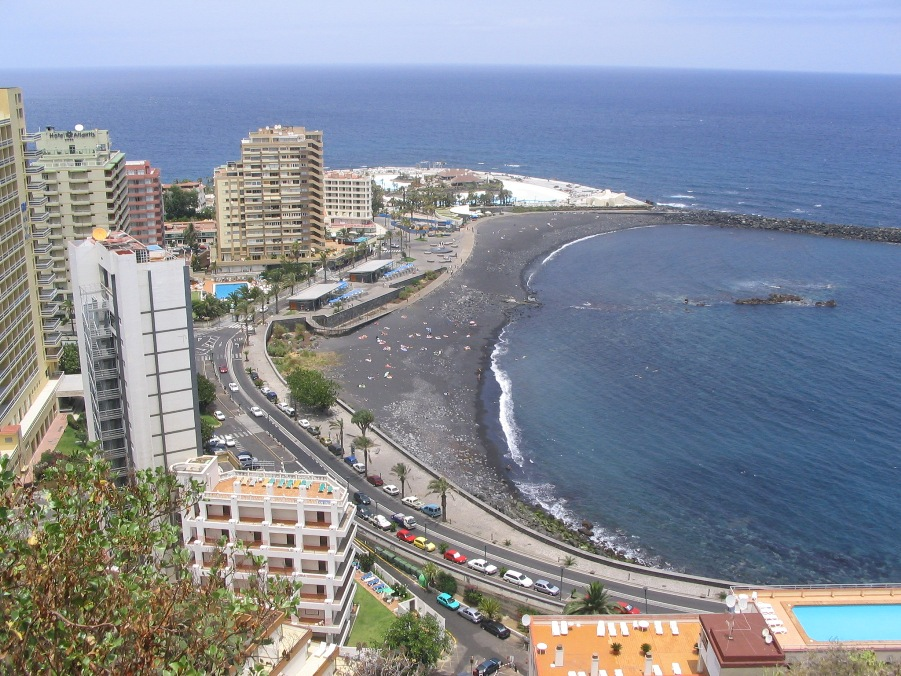
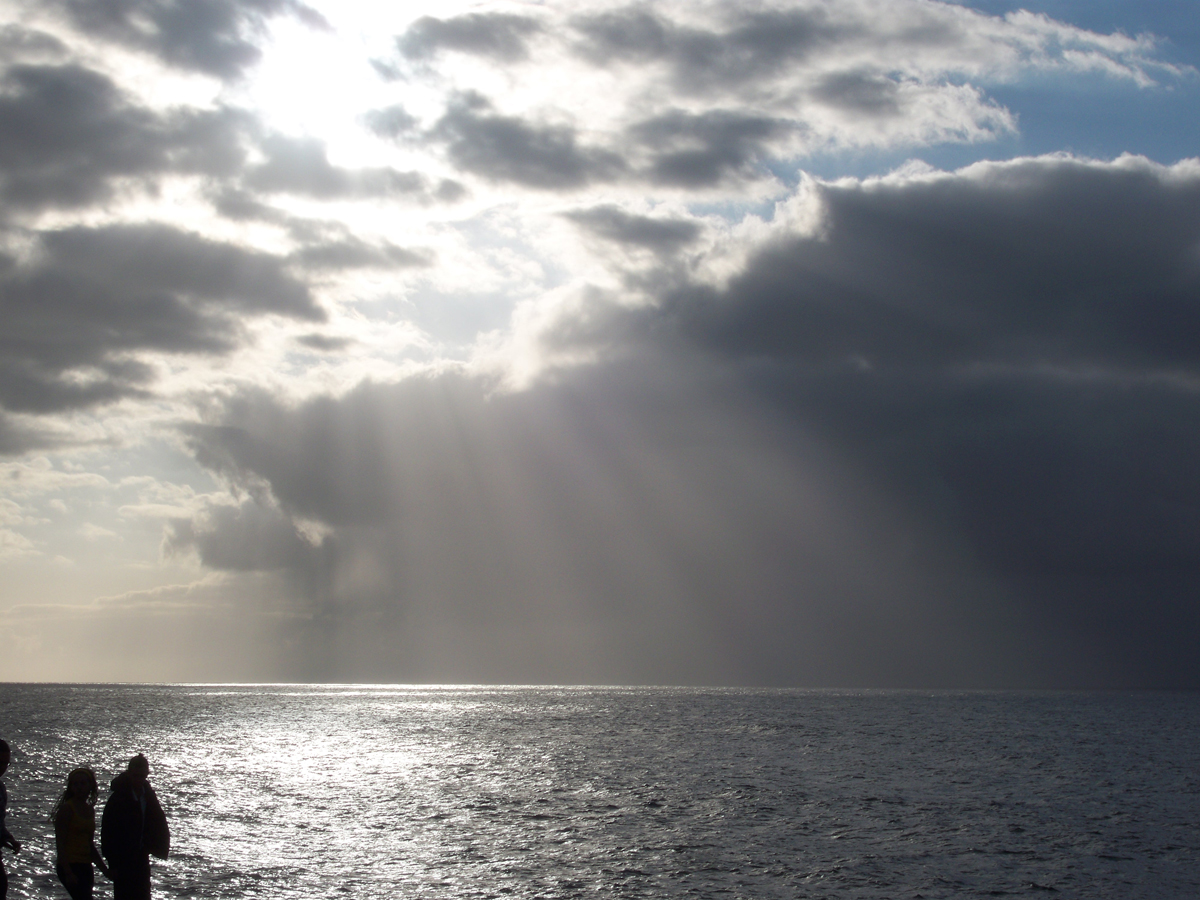
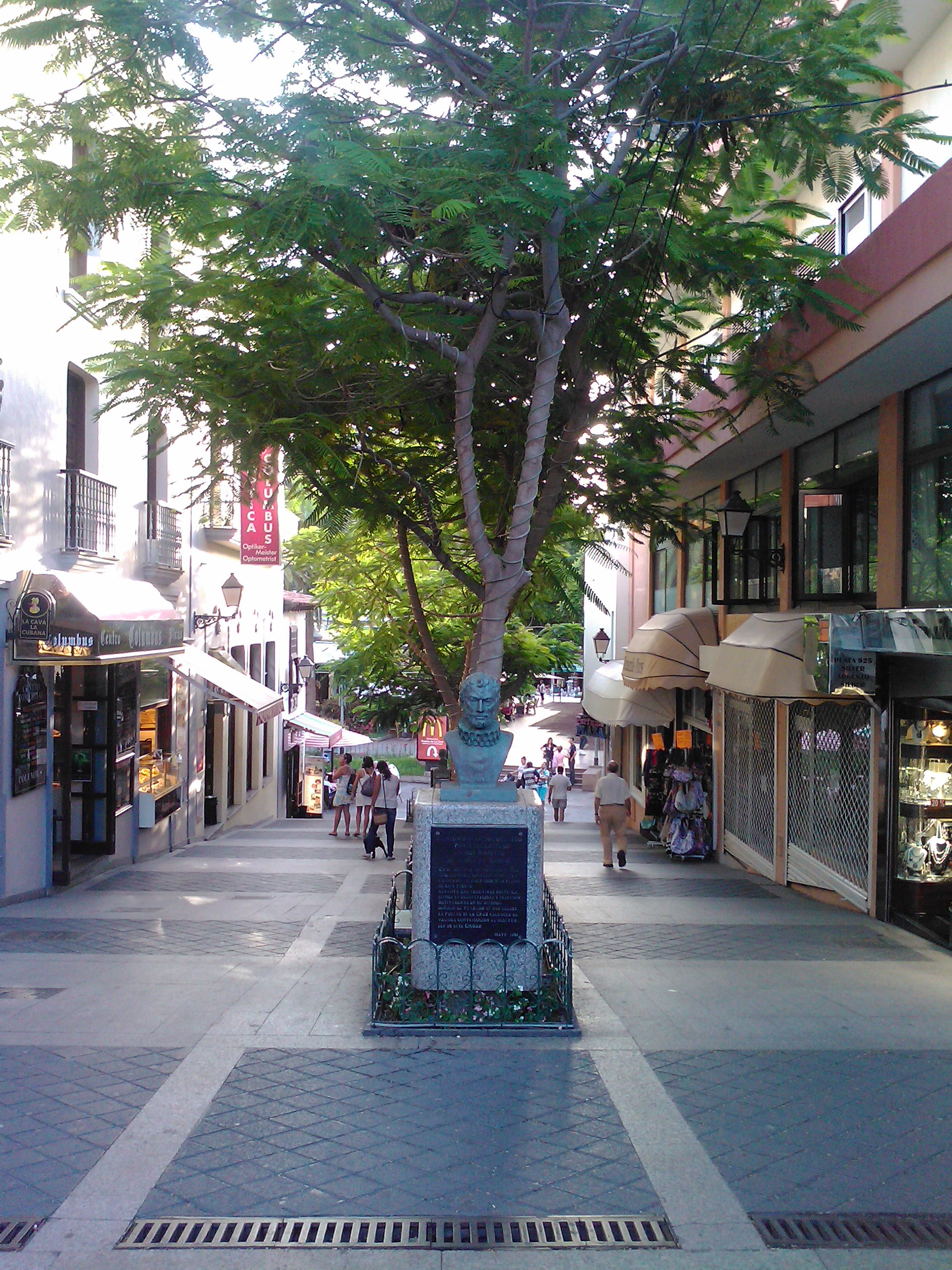
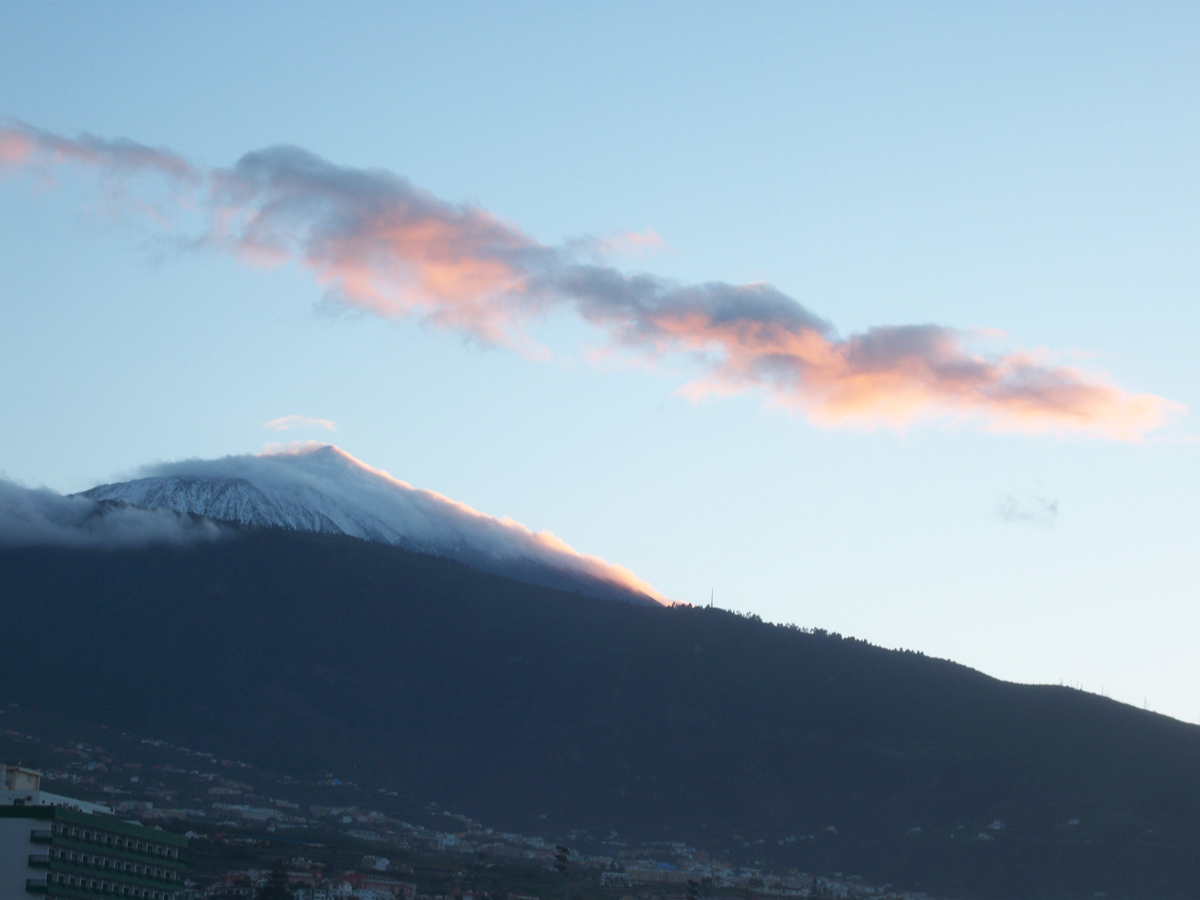
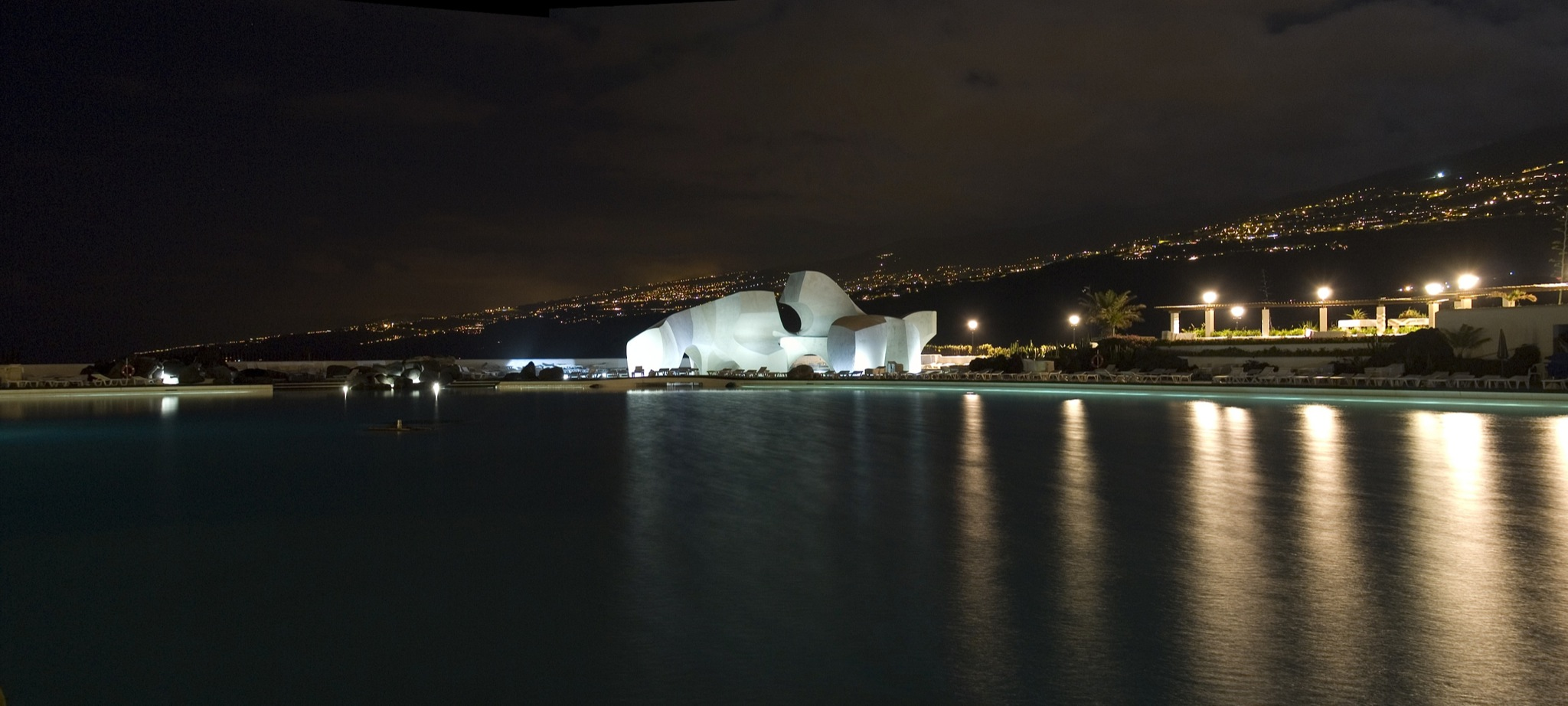
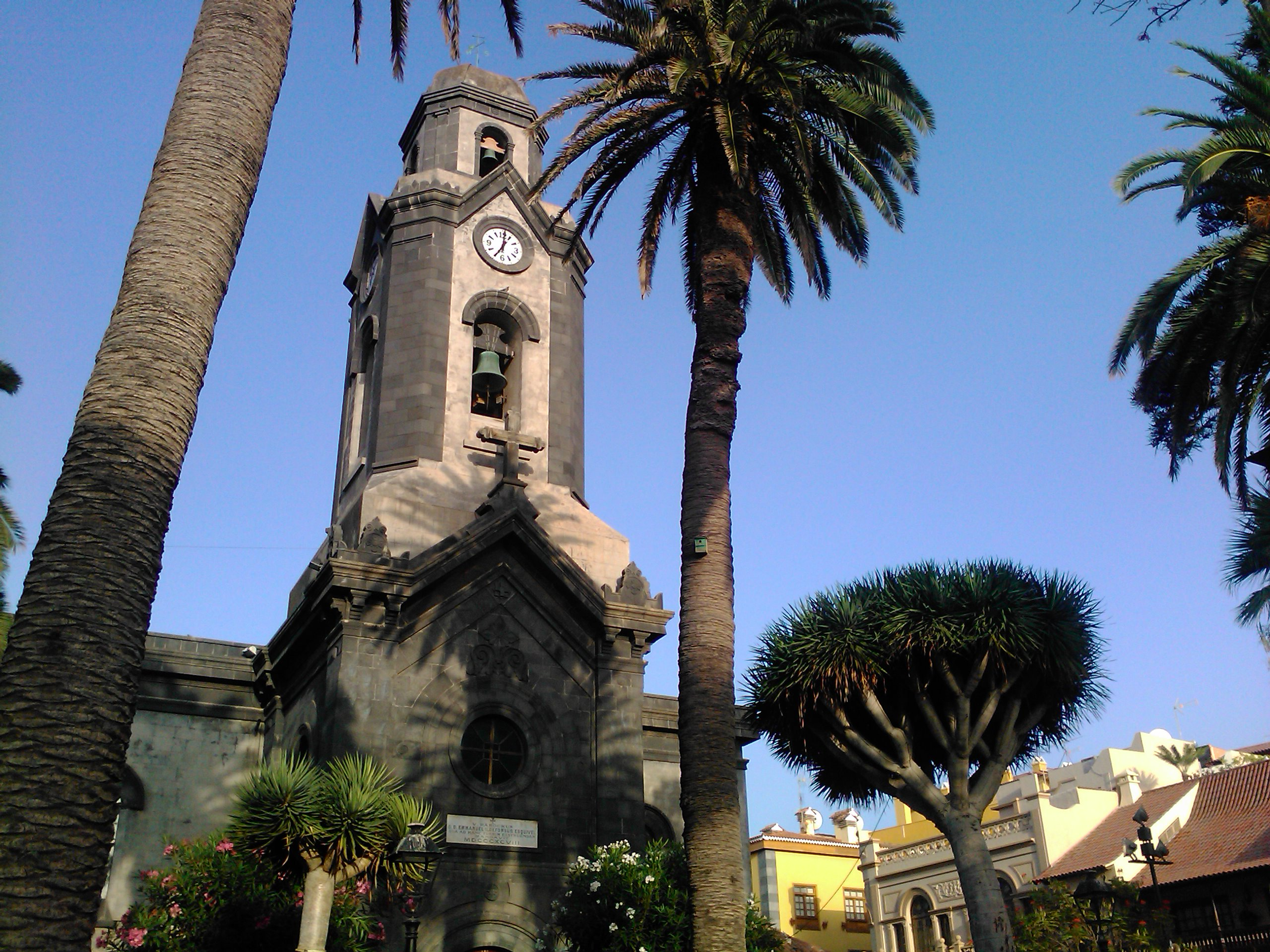
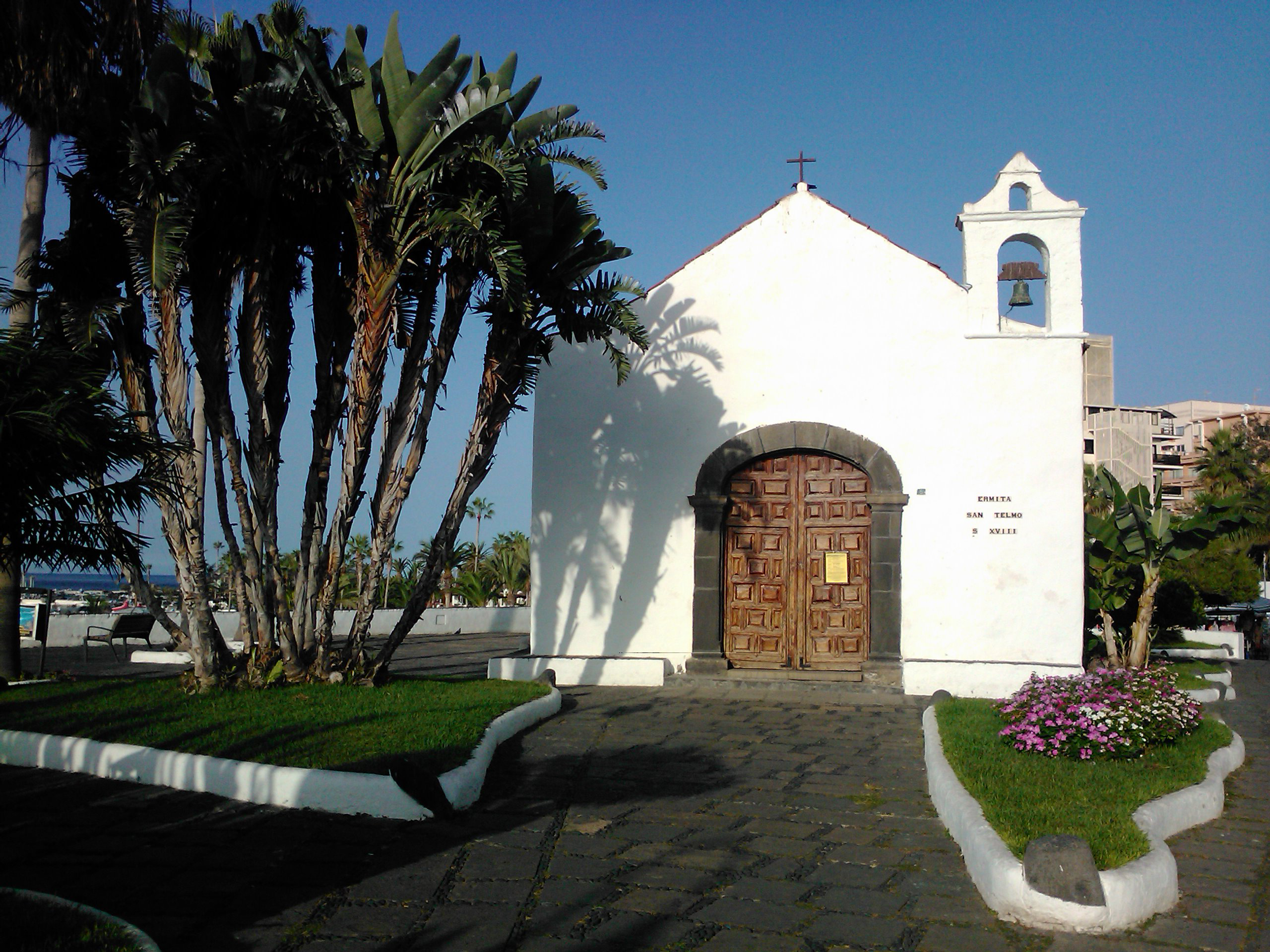